# بوليتنيكا تيميشوارا
بوليتنيكا تيميشوارا (بالرومانية: SSU Politehnica Timișoara) هو نادي كرة قدم روماني محترف مقره في مدينة تيميشوارا، في مقاطعة تيميتش.